# Mordechai Palzur
Mordechai David Palzur (geboren 1929 in Tarnów, Polen) ist ein israelischer Diplomat.

## Leben
Mordechai Palzur wurde 1929 in der südpolnischen Stadt Tarnów geboren, wo er auch aufwuchs. Sein Vater Alexander Plutzer war Maler und Kunstprofessor. Beim Überfall auf Polen im September 1939 musste die Familie vor den deutschen Truppen fliehen. Da ihr der Hitler-Stalin-Pakt nicht bekannt war, war sie erstaunt, nach etwa zwei Wochen auf sowjetische Truppen zu stoßen, die Ostpolen besetzt hatten. Palzurs Vater weigerte sich, die sowjetische Staatsbürgerschaft anzunehmen; daraufhin wurde die Familie nach Sibirien in ein Arbeitslager deportiert. Dort lebte sie unter sehr harten Bedingungen. 1941 wurden die im Lager inhaftierten Polen in die Freiheit entlassen, und die Familie schlug sich nach Tadschikistan durch. Palzurs Vater trat in die neu aufgestellte Anders-Armee, eine polnische Exil-Armee, ein. Diese wurde in den Iran verlegt, wobei Palzur und seine Mutter mit folgten. In Teheran kam die Familie in Kontakt mit Emissären der Jewish Agency for Israel, die die Emigration in das Mandatsgebiet Palästina organisierte. Im Dezember 1943 kam die Familie in Tel Aviv an.
Mordechai Palzur studierte Recht an der Hochschule für Recht und Wirtschaft in Tel Aviv, einem Vorläufer der Universität Tel Aviv, und anschließend Recht, Internationale Beziehungen und Politikwissenschaft an der Hebräischen Universität Jerusalem. Im Israelischen Unabhängigkeitskrieg diente er ab 1948 als Offizier und wurde 1949 nach einer Verwundung aus dem aktiven Militärdienst entlassen.
1950 trat Palzur dem Auswärtigen Dienst bei und arbeitete zunächst im Innendienst und als untergeordneter Diplomat in Finnland (1954–58) und Mexiko (1961–64). In der Republik Südafrika (1969–71) und Zypern (1971–74) war er in der Rangstufe als Counselor (entspricht einem Botschaftsrat) und Chargé d’affaires tätig. Als Botschafter vertrat er Israel in Bolivien (1975–78) und in der Dominikanischen Republik, wobei auch weitere Inselstaaten wie Antigua und Barbuda und Barbados zu seinem Zuständigkeitsbereich gehörten (1982–86).
Nach dem Sechstagekrieg 1967 hatten die Staaten des Warschauer Pakts die diplomatischen Beziehungen mit Israel abgebrochen. Palzur wurde 1986 nach Polen entsandt und war der erste israelische Diplomat in einem Staat des Warschauer Pakts nach dieser Unterbrechung. Es handelte sich jedoch noch nicht um vollwertige diplomatische Beziehungen, sondern zunächst wurden sogenannte Büros zur Interessenvertretung eröffnet. Als 1990 das Warschauer Büro im Status zu einer Botschaft aufgewertet wurde, erhielt Palzur den Rang des israelischen Botschafters in Polen. Im selben Jahr kehrte er nach Israel zurück, wo er bis 1994 die Position des Protokollchefs innehatte. Im Alter von 65 Jahren trat er 1995 im Rang eines Career Ambassador in den Ruhestand. Anschließend war er etwa zwei Jahre als Berater für die Unternehmensgruppe Eisenberg tätig.
Palzur ist Vorsitzender des World Jewish Congress Institute for Policy and Research, einer Unterorganisation des Jüdischen Weltkongress, und Mitglied des Leitungsgremiums (board) der Nichtregierungsorganisation Israel Council on Foreign Relations (ICFR).
Palzur spricht acht Sprachen: seine Muttersprache Polnisch, Hebräisch, Englisch, Deutsch, Spanisch, Französisch, Russisch und Jiddisch. Er ist mit Juna Ginzburg verheiratet. Das Ehepaar hat einen Sohn und eine Tochter.

## Ehrungen
Palzur wurde von mehreren ausländischen Staaten für seine diplomatischen Verdienste mit Orden ausgezeichnet, darunter den Verdienstorden der Republik Polen der Stufe Großkreuz. Er wurde mit mehreren Ehrenzeichen der israelischen Streitkräfte ausgezeichnet. Die Universidad Tecnológica de Santiago in der Dominikanischen Republik verlieh ihm die Ehrendoktorwürde. Die Hetman Jan Tarnowski-Stiftung verlieh ihm 2003 den Ehrentitel Tarnovia Merenti.